# حسن الماسی
حسن الماسی (زادهٔ ۱۳۴۴ در پارس اباد) نمایندهٔ حوزهٔ انتخابیهٔ پارساباد و بیله سوار در دورهٔ ششم مجلس شورای اسلامی بوده‌است. وی پیش‌تر در دورهٔ پنجم نیز عضو این مجلس بود.